# ランコーカス
ランコーカス（Rancocas）とは、ブルーベリーの改良品種の一つ。北部ハイブッシュ系に分類される。1926年、ニュージャージー州で発表された。発表された年月は異なるが、ジューンとは兄弟品種にあたる。
古い品種ではあるが、現在でも入手がある程度容易であり、日本では入手可能な最も古い改良品種とされている。北部ハイブッシュ系特有の甘味と酸味が調和した味を持つ。果実のサイズは一定ではなく、果実の成熟も順々と熟してくるため、収穫期間が長い。これは効率的、営利的な観点からは敬遠されるものであり、非経済的な品種であると評価されることも多い。また果実が密集する為摘み捕りにくく、変形も起こり易い。
葉は鋭い鋸状に形成され鮮やかな光沢を帯びる。枝質は柔らかく、収穫期には果房の重みによって下垂する。休眠期には他の北部ハイブッシュ系のコリンズやサンライズ同様、枝が赤みを帯びる。
加工用途での評価が高く、ジャムの素材などに採用される。